# 에디트 프랑크
에디트 프랑크(독일어: Edith Frank, 혼전성 홀렌더(Holländer), 1900년 1월 16일 ~ 1945년 1월 6일)는 《안네의 일기》의 저자 안네 프랑크와 언니 마르고트 프랑크의 어머니인 유대계 독일인 여성으로, 오토 프랑크의 아내이다.